# Урукуль
Урукуль (Уру-Куль) — село в Кунашакском районе Челябинской области. Входит в состав Урукульского сельского поселения.

## Этимология
Название образовано от одноимённого прилегающего к селу озера Урукуль.

## История
Село основано на землях, купленных в 1776 году заводчиком А.Ф. Турчаниновым у башкир Бала-Катайской волости.

## География
Расположено в западной части района, на берегу озера Урукуль. Расстояние до районного центра села Кунашак составляет 24 км.

## Население
| 2002 | 2010 |
| ---- | ---- |
| 209  | ↗212 |

(в 1939 — 857, в 1956 — 670, в 1959 — 673, в 1970 — 476, в 1983 — 284, в 1995 — 242)

## Религия
Православные храмы
- Церковь Сергия Радонежского